# Dillonvale (Ohio)
Dillonvale é um lugar designado pelo censo localizado no condado de Hamilton no estado estadounidense de Ohio. No Censo de 2010 tinha uma população de 3.474 habitantes e uma densidade populacional de 1.505,41 pessoas por km².

## Geografia
Dillonvale encontra-se localizado nas coordenadas 39° 13′ 02″ N, 84° 24′ 11″ O. Segundo a Departamento do Censo dos Estados Unidos, Dillonvale tem uma superfície total de 2.31 km², da qual 2.31 km² correspondem a terra firme e (0%) 0 km² é água.

## Demografia
Segundo o censo de 2010, tinha 3.474 habitantes residindo em Dillonvale. A densidade populacional era de 1.505,41 hab./km². Dos 3.474 habitantes, Dillonvale estava composto pelo 94.01% brancos, o 3.31% eram afroamericanos, o 0.37% eram amerindios, o 0.83% eram asiáticos, o 0% eram insulares do Pacífico, o 0.32% eram de outras raças e o 1.15% pertenciam a duas ou mais raças. Do total da população o 1.27% eram hispanos ou latinos de qualquer raça.

## Localidades na vizinhança
O diagrama seguinte representa as localidades num raio de 4 km ao redor de Dillonvale.